# Tour de Langkawi 2016
La 21.ª edición del Tour de Langkawi es una competencia ciclistica que se corre del 24 de febrero al 2 de marzo de 2016 en el archipiélago de Langkawi en el país de Malasia con un recorrido total de 1180,8 km. 
La carrera integra el calendario UCI Asia Tour 2016, dentro de la categoría 2.HC (máxima categoría de estos circuitos).

## Equipos participantes
| Equipo                            | Cód. UCI | Categoría               |
| --------------------------------- | -------- | ----------------------- |
| Astana Pro Team                   | AST      | UCI ProTeam             |
| Team Dimension Data               | DDD      | UCI ProTeam             |
| Tinkoff                           | TNK      | UCI ProTeam             |
| Androni Giocattoli-Sidermec       | AND      | Profesional Continental |
| Bardiani CSF                      | BAR      | Profesional Continental |
| Drapac Professional Cycling       | DPC      | Profesional Continental |
| Funvic Soul Cycles-Carrefour      | FSC      | Profesional Continental |
| ONE Pro Cycling                   | ONE      | Profesional Continental |
| Southeast-Venezuela               | STH      | Profesional Continental |
| Team Roth                         | ROT      | Profesional Continental |
| UnitedHealthcare Pro Cycling Team | UHC      | Profesional Continental |
| 7 Eleven-Sava RBP                 | T7E      | Continental             |
| Aisan Racing Team                 | AIS      | Continental             |
| Giant-Champion System Pro Cycling | MSS      | Continental             |
| HKSI Pro Cycling Team             | HKS      | Continental             |
| Hengxiang Cycling Team            | HEN      | Continental             |
| KSPO                              | KSP      | Continental             |
| NSC Mycron                        | NSC      | Continental             |
| Pegasus Continental Cycling Team  | PCT      | Continental             |
| Sky Dive Dubai Pro Cycling Team   | SKD      | Continental             |
| Terengganu Cycling Team           | TSG      | Continental             |
| Malasia                           |          | Selección Nacional      |

## Etapas
El Tour de Langkawi dispuso de ocho etapas para un recorrido total de 1180,8 kilómetros.
| Etapa     | Fecha     | Recorrido                       | type                   | Distancia (km) | Ganador            | Líder                       |
| --------- | --------- | ------------------------------- | ---------------------- | -------------- | ------------------ | --------------------------- |
| 1.ª etapa | 24 de feb | Kangar – Baling                 | etapa llana            | 165,6          | Andrea Guardini    | Andrea Guardini             |
| 2.ª etapa | 25 de feb | Sungai Petani – George Town     | etapa llana            | 158,1          | Andrea Palini      | Andrea Guardini             |
| 3.ª etapa | 26 de feb | Kulim – Kuala Kangsar           | etapa llana            | 107,2          | John Murphy        | Andrea Guardini             |
| 4.ª etapa | 27 de feb | Ipoh – Tanah Rata               | etapa de media montaña | 129,4          | Miguel Ángel López | Miguel Ángel López          |
| 5.ª etapa | 28 de feb | Tapah – Kuala Lumpur            | etapa llana            | 148,8          | Andrea Guardini    | Miguel Ángel López          |
| 6.ª etapa | 29 de feb | Putrajaya – Rembau              | etapa escarpada        | 147,6          | Jakub Mareczko     | Reinardt Janse van Rensburg |
| 7.ª etapa | 1 de mar  | Seremban – Parit Sulong         | etapa llana            | 202,3          | Andrea Guardini    | Reinardt Janse van Rensburg |
| 8.ª etapa | 2 de mar  | Distrito de Batu Pahat – Malaca | etapa llana            | 119            | Andrea Guardini    | Reinardt Janse van Rensburg |

## Clasificaciones finales
- Las clasificaciones finalizaron de la siguiente forma:[2]

### Clasificación general
| Posición | Ciclista                    | Equipo                       | Tiempo   |
| -------- | --------------------------- | ---------------------------- | -------- |
|          | Reinardt Janse van Rensburg | Dimension Data               | 28:31:21 |
| 2.º      | Daniel Jaramillo            | UnitedHealthcare             | a 18"    |
| 3.º      | Miguel Ángel López          | Astana                       | a 19"    |
| 4.º      | Francisco Mancebo           | Sky Dive Dubai               | a 23"    |
| 5.º      | Jesper Hansen               | Tinkoff                      | m.t.     |
| 6.º      | George Harper               | ONE                          | m.t.     |
| 7.º      | Ivan Santaromita            | Sky Dive Dubai               | a 25"    |
| 8.º      | Lachlan Norris              | Drapac                       | a 29"    |
| 9.º      | Luca Chirico                | Bardiani CSF                 | m.t.     |
| 10.º     | Antonio Piedra              | Funvic Soul Cycles-Carrefour | m.t.     |

### Clasificación por puntos
| Posición | Ciclista                    | Equipo              | Puntos |
| -------- | --------------------------- | ------------------- | ------ |
|          | Andrea Guardini             | Astana              | 88     |
| 2.º      | Jakub Mareczko              | Southeast-Venezuela | 58     |
| 3.º      | Andrea Palini               | Sky Dive Dubai      | 53     |
| 4.º      | John Murphy                 | UnitedHealthcare    | 44     |
| 5.º      | Reinardt Janse van Rensburg | Dimension Data      | 39     |

### Clasificación de la montaña
| Posición | Ciclista                    | Equipo               | Puntos |
| -------- | --------------------------- | -------------------- | ------ |
|          | Meiyin Wang                 | Hengxiang            | 49     |
| 2.º      | Miguel Ángel López          | Astana               | 31     |
| 3.º      | Sea Keong Loh               | Selección de Malasia | 28     |
| 4.º      | Daniel Jaramillo            | UnitedHealthcare     | 21     |
| 5.º      | Reinardt Janse van Rensburg | Dimension Data       | 17     |

### Clasificación por equipos
| Posición | Equipo                            | Tiempo   |
| -------- | --------------------------------- | -------- |
|          | UnitedHealthcare Pro Cycling Team | 85:35:15 |
| 2.º      | Bardiani CSF                      | a 4"     |
| 3.º      | ONE Pro Cycling                   | a 26"    |

## Evolución de las clasificaciones
| Etapa (Vencedor)              | Clasificación general       | Clasificación por puntos | Clasificación de la montaña | Clasificación por equipos |
| ----------------------------- | --------------------------- | ------------------------ | --------------------------- | ------------------------- |
| 1ª etapa (Andrea Guardini)    | Andrea Guardini             | Andrea Guardini          | Meiyin Wang                 | Bardiani CSF              |
| 2ª etapa (Andrea Palini)      | Andrea Guardini             | Meiyin Wang              | Meiyin Wang                 | ONE Pro Cycling           |
| 3ª etapa (John Murphy)        | Andrea Guardini             | Meiyin Wang              | Meiyin Wang                 | ONE Pro Cycling           |
| 4ª etapa (Miguel Ángel López) | Miguel Ángel López          | Andrea Guardini          | Meiyin Wang                 | UnitedHealthcare          |
| 5ª etapa (Andrea Guardini)    | Miguel Ángel López          | Andrea Guardini          | Meiyin Wang                 | UnitedHealthcare          |
| 6ª etapa (Jakub Mareczko)     | Reinardt Janse van Rensburg | Andrea Guardini          | Meiyin Wang                 | UnitedHealthcare          |
| 7ª etapa (Andrea Guardini)    | Reinardt Janse van Rensburg | Andrea Guardini          | Meiyin Wang                 | UnitedHealthcare          |
| 8ª etapa (Andrea Guardini)    | Reinardt Janse van Rensburg | Andrea Guardini          | Meiyin Wang                 | UnitedHealthcare          |
| Final                         | Reinardt Janse van Rensburg | Andrea Guardini          | Meiyin Wang                 | UnitedHealthcare          |